# Pardirallus nigricans
Il rallo nerastro o rallo scuro (Pardirallus nigricans (Vieillot, 1819)) è un uccello della famiglia dei Rallidi originario dell'Amazzonia occidentale e delle regioni orientali e sud-orientali del Sudamerica.

## Tassonomia
Attualmente vengono riconosciute due sottospecie di rallo nerastro:
- P. n. caucae (Conover, 1949) (Colombia sud-occidentale);
- P. n. nigricans (Vieillot, 1819) (regione compresa tra Ecuador occidentale, Perù, Brasile orientale e Argentina nord-orientale).

## Descrizione
Il rallo nerastro misura circa 28 cm di lunghezza e 215 g di peso. È un grosso rallo dal piumaggio scuro, con un lungo becco verde-giallastro. Presenta le regioni superiori di colore marrone scuro, i lati della testa, la parte posteriore del collo e le regioni inferiori di colore grigio acciaio scuro, la gola biancastra e la zona centrale dell'addome e la coda di colore nero. L'iride è rossa, e le zampe di colore rosso corallo.

## Distribuzione e habitat
Il rallo nerastro è presente in Colombia sud-occidentale, Ecuador, Perù, Bolivia, Brasile e Argentina nord-orientale.
Vive in paludi, acquitrini e zone erbose umide.

## Biologia
Il rallo nerastro è una creatura riservata e viene avvistato solo di rado, specialmente quando vola, seppur su breve distanza. Tuttavia, se viene disturbato, preferisce correre al riparo tra la vegetazione. In alcune zone si incontra anche in prossimità delle abitazioni umane.
Si nutre prevalentemente di insetti e altri invertebrati, così come di piccoli vertebrati, come i serpentelli d'acqua del genere Helicops. Va in cerca di cibo in prossimità dell'acqua e su suoli fangosi.
La stagione della nidificazione varia a seconda dell'areale. La femmina depone circa 3 uova ellissoidali di color camoscio, con macchioline sparse marroni e castane. L'incubazione si protrae per circa 23 giorni e i piccoli vengono accuditi da entrambi i genitori.